# Edmond Toussaint
Pour les articles homonymes, voir Toussaint (homonymie).
Edmond Toussaint né le 16 juillet 1849 à Lunéville (Meurthe) et décédé le 26 février 1931 à Paris, est un homme politique français.

## Biographie
Employé de commerce, fils d'un facteur rural, volontaire pendant la Commune de Paris (1871), Il milite au Parti ouvrier, puis, après 1891 au Parti ouvrier socialiste révolutionnaire de Jean Allemane.
Il est élu député de la Seine de 1893 à 1898, dans le 11e arrondissement de Paris.

## Sources
- « Edmond Toussaint », dans le Dictionnaire des parlementaires français (1889-1940), sous la direction de Jean Jolly, PUF, 1960 [détail de l’édition]